# Оттвайлер, Адольф фон
Адольф фон Отвейлер (3 июня 1789 года, Саарбрюккен — 9 или 10 декабря 1812, Вильнюс) — последний и дольше всех проживший законный сын принца Людвига фон Нассау-Саарбрюккена. В качестве добровольца принимал участие в русской кампании в 1812 году.

## Семейные отношения
После смерти своей первой жены отец Адольфа, принц Людвиг фон Нассау-Саарбрюккен 28 февраля 1787 года женился на своей любовнице Катарине Кест, которую он встретил в качестве горничной своего бывшей любовницы, баронессы Фредерик Амали фон Дорсберг, и  в 1774 году заключил с ней морганатический брак. Князь в 1774 году даровал ей дворянский титул «фрау фон Людвигсберг», в 1781 году присвоил ранг баронессы, а в 1784 году титул «графини Отвейлер». Поскольку она была незнатного происхождения, попытка Адольфа сделать Катарину княгиней потерпела поражение из-за противодействия родственников. В браке родилось семь детей, шестеро родились в морганатическом браке и младший сын Адольф родился после брачной церемонии 1787 года. В 1789 году принц Людвиг приобрел недавно созданное герцогство Диллинген-Саар, а Екатерина получила титул. Графиня Отвейлер в апреле 1789 года получила от короля Людовика XVI, короля Франции титул «герцогини Диллинген». В связи с этим в записи о крещении в Саарбрюккене Адольфа фон Отвейлера 1789 года написано: «Принц Нассау и герцог Диллинген».
В 1793 году во время войны первой коалиции княжество Нассау-Саарбрюккен было оккупировано войсками революционной Франции, а спустя годы вошло в состав Французской империи. Княжеская семья отправилась в изгнание в Мангейм, а затем в Ашаффенбург, где принц Людвиг умер в 1794 году. Его наследник и сын от первого брака Генрих Людвиг умер бездетным в 1797 году. По условиям Нассауского семейного пакта, подписанного 30 июня 1783 года восьмилетний Адольф — хотя теперь он был последним оставшимся в живых из мужской линии линии Нассау-Саарбрюккен — не мог унаследовать ни княжество, ни титул. Права на княжество  переходили Карлу Вильгельму Нассау-Узингенскому, двоюродному брату Людвига Нассау-Саарбрюкенского. Катарина фон Отвейлер с 1802 по 1805 год оставалась со своим сыном Адольфом в Париже, где они безуспешно боролись за территории конфискованные революционерами.
Детские портреты Адольфа фон Отвейлера находятся в старой коллекции Саарского музея в Саарбрюккене.

## Обучение
В Париже Адольф фон Отвейлер учился у частных репетиторов фехтованию в дополнение к школе. В 16 лет он начал учёбу в Гейдельбергском университете. К марту 1807 года он вошел в состав студенчества в верхнем Рейнмарке и в начале 1808 года провел две игры против Георга Клосса. Позже был переведён в Геттингенский университет, где он и Георг Клосс стали членом «Hannovera», который был объединён с «Göttingen Landsmannschaft der Rheinländer». После непродолжительного пребывания в Геттингене он получил выговор (de:Consilium abeundi), а затем покинул Геттинген из-за "дела жандармов". Его исследования в Гейдельберге и Геттингене отражены в переписке между его братьями Георгом Клосом и Александром Штайном. В следующий раз он провел со своей матерью в Мангейме, откуда он также поддерживал связь с сообществом Гейдельберга. Следующее обучение было начато в летнем семестре 1810 года в Йенском университете. Зимой 1810 года он учился в Университете Эрлангена, где он присоединился к Корпусу Онольдиа в ноябре 1810 года и был его помощником с января 1811 года до тех пор, пока он не покинул университет в марте 1811 года.

## Военная карьера
В марте 1811 года он вступил в армию Королевства Вюртемберг в качестве фанен-юнкера и посещал кадетскую школу в Людвигсбурге. В августе 1811 года он получил звание младшего лейтенанта в Гвардейском пешем полку Вюртемберга, а 19 февраля 1812 года он получил звание лейтенанта в Пехотном батальоне. Отвейлер добровольно участвовал в кампании Наполеона в России в марте 1812 года. Погиб 16 августа 1812 года в битве под Смоленском. Тяжело ранен выстрелом в плечо; пулю нельзя было удалить хирургическим путем более сорока дней. 9 декабря 1812 года он на карете скорой помощи отправился в Вильнюс, где был сбит пушкой при температуре до 39 градусов по Цельсию перед Воротами Зари. Со значительными дополнительными травмами и сильным обморожением он был доставлен в дом раввина Арона, где на следующую ночь скончался от полученных травм и обморожений. С его смертью мужская линия графов Отвейлеров вымерла; у него остались мать и две замужние сестры.